# Herrstämma
Mansstämmor eller herrstämmor är en beteckning på de stämmor (oftast körstämmor) i ett partitur som sjungs av män, till exempel tenor, baryton och bas. Stämmorna kan även betecknas tenor 1, tenor 2, bas 1, bas 2, etc.